# Liga Nacional de Honduras 1990-91
La temporada 1990-1991 de la Liga Nacional de Fútbol de Honduras fue la vigesimoquinta edición profesional de esta liga. 
El formato del torneo consistió en un calendario a tres fechas de todos contra todos seguido de una ronda eliminatoria de 5 equipos. Real C.D. España se alzó el título tras vencer al C.D. Motagua en la final. Ambos equipos se clasificaron para la Copa de Campeones de la Concacaf 1991.

## Formato
Los diez participantes disputan el campeonato bajo un sistema de liga, es decir, todos contra todos a visita recíproca, con un criterio de puntuación que otorga:
- 2 puntos por victoria
- 1 punto por empate
- 0 puntos por derrota.

Los primeros cinco lugares clasifican a una pentagonal, donde el campeón se define mediante partidos de ida y vuelta entre el ganador de la fase regular y el ganador de la pentagonal.
En caso de concluir con dos equipos empatados para la clasificación, se procedería a un partido de desempate entre ambos conjuntos. De haber empate en este, se alargaría el juego a la disputa de dos tiempos extras de 15 minutos cada uno, y finalmente tiros desde el punto penal, hasta que se produjera un ganador.
El descenso a Segunda División corresponderá al equipo que acumulara la menor cantidad de puntos, y que por ende finalice en el último lugar de la fase regular. Para el descenso, se contempló un partido extra en caso de empate en puntos de uno o más equipos.

## Ascensos y descensos
| Ascendido de la Segunda División 1989-90 |
| ---------------------------------------- |
| Tela Timsa                               |

| Descendido en la Liga Nacional 1989-90 |
| -------------------------------------- |
| Curazao                                |

## Equipos participantes
| Equipo         | Sede           |
| -------------- | -------------- |
| Marathón       | San Pedro Sula |
| Motagua        | Tegucigalpa    |
| Olimpia        | Tegucigalpa    |
| Platense       | Puerto Cortés  |
| Real España    | San Pedro Sula |
| Sula           | La Lima        |
| Súper Estrella | Danlí          |
| Tela Timsa     | Tegucigalpa    |
| Victoria       | La Ceiba       |
| Vida           | La Ceiba       |

## Fase regular
| Pos. | Equipo         | Pts. | PJ | G  | E  | P  | GF | GC | Dif. |
| ---- | -------------- | ---- | -- | -- | -- | -- | -- | -- | ---- |
| 1.   | Real España    | 39   | 27 | 15 | 9  | 3  | 44 | 20 | +24  |
| 2.   | Marathón       | 38   | 27 | 15 | 8  | 4  | 46 | 21 | +25  |
| 3.   | Olimpia        | 37   | 27 | 12 | 13 | 2  | 36 | 18 | +18  |
| 4.   | Platense       | 27   | 27 | 8  | 11 | 8  | 20 | 24 | -4   |
| 5.   | Motagua        | 26   | 27 | 6  | 14 | 7  | 26 | 23 | +3   |
| 6.   | Victoria       | 22   | 27 | 6  | 10 | 11 | 18 | 25 | -7   |
| 7.   | Vida           | 21   | 27 | 4  | 13 | 10 | 20 | 30 | -10  |
| 8.   | Tela Timsa     | 21   | 27 | 7  | 7  | 13 | 19 | 34 | -15  |
| 9.   | Súper Estrella | 21   | 27 | 5  | 11 | 11 | 22 | 41 | -19  |
| 10.  | Sula           | 18   | 27 | 5  | 8  | 14 | 18 | 33 | -15  |

|  | Clasifica a la pentagonal, a la final y a la Copa de Campeones de la Concacaf 1991 |
|  | Clasifica a la pentagonal                                                          |
|  | Desciende a Segunda División                                                       |

## Pentagonal
| Pos. | Equipo      | Pts. | PJ | G | E | P | GF | GC | Dif. |
| ---- | ----------- | ---- | -- | - | - | - | -- | -- | ---- |
| 1.   | Olimpia     | 11   | 8  | 3 | 5 | 0 | 10 | 5  | +5   |
| 2.   | Motagua     | 11   | 8  | 4 | 3 | 1 | 6  | 3  | +3   |
| 3.   | Real España | 10   | 8  | 4 | 2 | 2 | 14 | 11 | +3   |
| 4.   | Platense    | 5    | 8  | 1 | 3 | 4 | 4  | 8  | -4   |
| 5.   | Marathón    | 3    | 8  | 0 | 3 | 5 | 5  | 12 | -7   |

|  | Partido por la clasificación a la final y a la Copa de Campeones de la Concacaf 1991 |

Desempate
| 6 de febrero de 1991 | Motagua     | 1:0 (0:0; 0:0) | Olimpia | Estadio Nacional, Tegucigalpa  |                                |
|                      | Sierra 115' |                |         | Asistencia: 23252 espectadores | Asistencia: 23252 espectadores |

## Final
| 10 de febrero de 1991 | Motagua | 0:0 | Real España | Estadio Francisco Morazán, San Pedro Sula |  |

| 16 de febrero de 1991 | Real España | 2:1 (Global 2:1) | Motagua | Estadio Francisco Morazán, San Pedro Sula |  |
|                       | Richardson  |                  | Murillo |                                           |  |

|                               |
| Real España Campeón 6° título |